# Elasmias schola
Elasmias schola är en snäckart som beskrevs av Tom Iredale 1944. Elasmias schola ingår i släktet Elasmias och familjen Achatinellidae. Inga underarter finns listade i Catalogue of Life.